# Honey Cone
Honey Cone war eine US-amerikanische Soul-Band der späten 1960er und frühen 1970er Jahre.

## Geschichte
Bevor sich die drei Sängerinnen Edna Wright, Shellie Clark und Carolyn Willis zu einer Gruppe zusammenschlossen, waren sie bereits begehrte Chorsängerinnen gewesen. Edna hatte bei den Raelettes gesungen, Carolyn bei The Girlfriends und Bob B. Soxx & the Blue Jeans und Shellie bei Ike & Tina Turner sowie Little Richard.
1969 durften die drei bei einer Fernsehshow Burt Bacharach begleiten. Eddie Holland, Teil des berühmten Songwriter-Teams Holland–Dozier–Holland sah die Gruppe und war so begeistert, dass er sie sofort unter Vertrag nahm. Er verpasste ihnen den Namen „Honey Cone“ und produzierte von 1969 bis 1972 etliche Bestseller mit ihnen. Ihre erste Single While You’re Out Looking For Sugar? konnte sich ebenso in der unteren Hälfte der Singles-Charts platzieren, wie ihre zweite Singles Girls It Ain’t Easy. Ihr erster Millionenseller war die Single "Want Ads", die im Juni 1971 Platz 1 der US-Charts erreichte.
Ende 1972 löste sich das Trio bereits wieder auf und die Mitglieder arbeiteten wieder als Studiosängerinnen. Carolyn Willis sang 1976 auf einem Hit der Gruppe Seals & Crofts ("Get Closer") die weibliche Stimme.

## Diskografie

### Alben
| Jahr | Titel              | Höchstplatzierung, Gesamtwochen, AuszeichnungChartplatzierungen (Jahr, Titel, Platzierungen, Wochen, Auszeichnungen, Anmerkungen) | Höchstplatzierung, Gesamtwochen, AuszeichnungChartplatzierungen (Jahr, Titel, Platzierungen, Wochen, Auszeichnungen, Anmerkungen) | Anmerkungen |
| Jahr | Titel              | US | R&B | Anmerkungen |
| ---- | ------------------ | --- | --- | ----------- |
| 1971 | Sweet Replies      | US137 (8 Wo.)US | R&B14 (11 Wo.)R&B |             |
| 1971 | Soulful Tapestry   | US72 (20 Wo.)US | R&B15 (21 Wo.)R&B |             |
| 1972 | Love, Peace & Soul | US189 (4 Wo.)US | R&B41 (5 Wo.)R&B |             |

Weitere Alben
- 1970: Take Me with You
- 1970: When Will It End

### Kompilationen
- 1984: Girls It Ain’t Easy
- 1990: Greatest Hits
- 1998: Cone to the Bone: The Best of Honey Cone
- 2001: Soulful Sugar: The Complete Hot Wax Recordings
- 2002: The Best of Honey Cone

### Singles
| Jahr | Titel Album                                                              | Höchstplatzierung, Gesamtwochen, AuszeichnungChartplatzierungen (Jahr, Titel, Album, Platzierungen, Wochen, Auszeichnungen, Anmerkungen) | Höchstplatzierung, Gesamtwochen, AuszeichnungChartplatzierungen (Jahr, Titel, Album, Platzierungen, Wochen, Auszeichnungen, Anmerkungen) | Anmerkungen |
| Jahr | Titel Album                                                              | US | R&B | Anmerkungen |
| ---- | ------------------------------------------------------------------------ | --- | --- | ----------- |
| 1969 | While You’re Out Looking for Sugar? Take Me with You                     | US62 (6 Wo.)US | R&B26 (8 Wo.)R&B |             |
| 1969 | Girls It Ain’t Easy Take Me with You                                     | US68 (6 Wo.)US | R&B8 (9 Wo.)R&B |             |
| 1970 | Take Me with You                                                         | — | R&B28 (4 Wo.)R&B |             |
| 1971 | Want Ads Sweet Replies                                                   | US1 Gold · (16 Wo.)US | R&B1 (14 Wo.)R&B |             |
| 1971 | Stick Up Soulful Tapestry                                                | US11 Gold · (12 Wo.)US | R&B1 (13 Wo.)R&B |             |
| 1971 | One Monkey Don’t Stop No Show                                            | US15 (11 Wo.)US | R&B5 (12 Wo.)R&B |             |
| 1972 | The Day I Found Myself Soulful Tapestry                                  | US23 (11 Wo.)US | R&B8 (10 Wo.)R&B |             |
| 1972 | Sittin’ on a Time Bomb (Waitin’ for the Hurt to Come) Love, Peace & Soul | US96 (4 Wo.)US | R&B33 (6 Wo.)R&B |             |
| 1972 | Innocent ’Til Proven Guilty Love, Peace & Soul                           | — | R&B37 (3 Wo.)R&B |             |

Weitere Singles
- 1970: When Will It End
- 1972: Ace in the Hole
- 1973: If I Can’t Fly
- 1976: Somebody Is Always Messing Up a Good Thing (feat. Sharon Cash)